# Перетяпко Дмитро Кирилович
Дмитро Кирилович Перетяпко (нар. 10 січня 1924, Козачі Лагер -16 грудня 2020) — учасник німецько-радянської війни, почесний громадянин Херсона.

## Біографія
Народився 10 січня 1924 року в селі Козачих Лагерях (тепер Олешківський район Херсонської області, Україна). Брав участь у німецько-радянській війні, у визволенні України (зокрема звільняв Херсон у складі 49-ї гвардійської стрілецької дивізії), Румунії, Болгарії, Югославії.
Після закінчення війни служив мотористом в авіації. В 1950 році звільнений з лав Радянської армії. До 1976 року служив в органах внутрішніх справ дільничним інспектором.
На пенсії з 1976 року. До 1983 року працював у воєнізованій охороні Дніпровського РВВС. Капітан міліції. Бере активну участь у військово-патріотичній роботі.
Помер 16 грудня 2020 року.

## Відзнаки
- Нагороджений орденами Вітчизняної війни I і II ступенів (4 червня 1945)[2], 17-ма медалями[3];
- Почесний громадянин міста Херсона (рішення Херсонської міської ради № 1595 від 27 серпня 2010 року; як визволитель Херсона від фашистських загарбників у Великій вітчизняній війні)[3].